# Uroš Predić
Uroš Predić (Orlovat, 7. prosinca 1857. – Beograd, 11. veljače 1953.), jedan od najvećih srpskih slikara realizma.

## Životopis
Rođen je u Orlovatu, gdje je pohađao osnovnu školu, a potom njemačku školu u Crepaji. Od 1869. do 1876. pohađao je sedmorazrednu gimnaziju u Pančevu (pančevačka realka, koja je kasnije dobila ime po njemu). Kao vrlo darovit, dobio je stipendiju Matice srpske i 1876. otišao na bečku slikarsku akademiju. Završio je Umjetničku akademiju u Beču 1880. godine u klasi profesora Christiana Grieppenkerla, istaknutog bečkog slikara, koji je imao veliki utjecaj na Predića. U toku studija dobio je Gundelovu nagradu – za slikanje uljem prema muškom modelu. Godine 1882. radio je u privatnom ateljeu prof. Grieppenkerla, a u razdoblju od 1883. do 1885. bio je asistent na Umjetničkoj akademiji u Beču. U to vrijeme po uputstvu prof. Grieppenkerla i arhitekte Hansena izradio je 13 slika mitološkog sadržaja za friz Parlamenta u Beču.
Zbog obiteljskih obveza 1885. godine vraća se u domovinu. U Orlovatu radi seriju slika iz života svojih seljaka. Zatim je 1886. – 1889. boravio u Beogradu, 1890. – 1893. u Novom Sadu i u Starom Bečeju. U razdoblju 1894. – 1909. živi u Orlovatu, a od 1909. godine pa do smrti u Beogradu. Svoje slike samostalno izlaže 1888, 1910, 1920, 1949. godine u Beogradu, 1890, 1949. u Novom Sadu, 1890. u Sremskim Karlovcima, 1890. u Pančevu i Vršcu.
U njegovom slikarskom opusu najviše su zastupljeni portreti, ikonografija, žanr i povijesne kompozicije, rjeđe krajolici, i samo jedan akt. Jedan je od osnivača društva Lada 1904. i bio je neprekidno član ovog društva kao i njegov dugogodišnji predsjednik. Izabran je za dopisnog člana Srpske kraljevske akademije 26. siječnja 1909., a 3. veljače 1910. godine za redovnog člana. Jedan je od osnivača Udruženja likovnih umjetnika u Beogradu 1919. godine i prvi njegov predsjednik.
Zbog postizanja što uvjerljivije sličnosti s likom naručitelja i inzistirajući na prepoznatljivosti, Predić je postao kroničar građanskog društva svoga vremena. Godine 1885. u Pančevu je počeo sa slikanjem portreta po narudžbi, ponekad uz pomoć fotografija. Radio je najčešće reprezentativne portrete, glave ili biste. Uradio je čuvene portrete predsjednika Akademije: Sime Lozanića, Stojana Novakovića (1920.), Jovana Žujovića (1921.), Jovana Cvijića (1923.) i niza drugih suvremenika. Od žanr scena, poznata djela su „Vesela braća“ i „Siroče“ (na majčinom grobu), zatim povijesna djela su „Hercegovački begunci“ i „Na Studencu“. Jedna od najpoznatijih njegovih slika je „Kosovka devojka“.
Uroš Predić oslikao je ikonostas bečejske pravoslavne crkve i ikonostas u kapeli bečejskog veleposjednika Bogdana Dunđerskog. Osim toga naslikao je više ikonostasa zbog kojih se ocjenjuje da je posljednji značajan srpski ikonopisac.
Posebnu kvalitetu kod Predića ima njegov crtež, što je vidljivo u njegovim sačuvanim blokovima za skiciranje. U svom dugom stvaralačkom životu ostao je vjeran pravilima starih majstora i ustrajao na isticanju crteža i jasnoće kompozicije, pokazujući otpor prema težnjama mladih umjetnika koji su se školovali u Münchenu i Parizu.
Umro je 1953. godine u Beogradu, u 96. godini života, kao najstariji srpski slikar. Prema vlastitoj želji sahranjen je Orlovatu. I u dubokoj starosti bio je pun radne energije i vedrine. Nekoliko mjeseci prije smrti penjao se na stolicu slagati slike u svom ateljeu, pao je i tom prilikom se ozlijedio (polomio nogu). Od toga se nikada nije potpuno oporavio i ubrzo je umro.

## Galerija
- "Siroče" (1888.)